# 1583
Cette page concerne l'année 1583  du calendrier grégorien.
L'année 1583 est une année commune qui commence un samedi.

## Événements
- 2 février : victoire portugaise décisive sur le roi d'Angola (Ngola) à Teka-Ndungo[1].
- 9 mai : bataille des Torches. Victoire des Ottomans sur les Perses sur les bords du Samour, dans la plaine de Derbent. Prise de Bakou[2].

- 11 juin : 

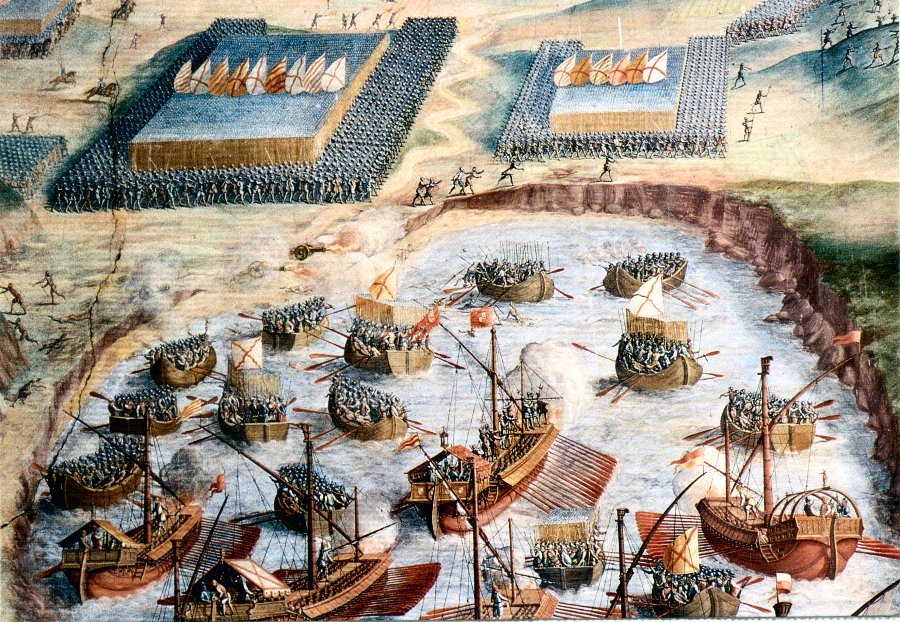
27 juillet : débarquement des troupes espagnoles à Baía das Mós, à Terceira.

  - Japon : Katsuie Shibata est battu par Hideyoshi Toyotomi à la bataille de Shizugatake[3].
  - Angra, sur l'île de Terceira, aux Açores. Une flotte française tente de s'emparer pour la seconde fois des Açores pour y établir Antoine, prétendant au trône portugais, et connaît le même échec que l'année précédente. Le 4 août l'archipel est soumis par les Espagnols de Juan de Urbina (pt)[4].

- 5 août : Sir Humphrey Gilbert prend officiellement possession de Terre-Neuve pour la couronne d'Angleterre[5]. Des colons y sont envoyés.

- 4 septembre, Boukhara : début du règne de Abd Allah ibn Iskandar, khan chaybanide des Ouzbeks. Il succède à son père Iskandar mort le 22 juin[6].

- Création du consulat de France à Tunis[7].

### Europe
- Année exceptionnellement chaude en Allemagne du Sud[8].

- 17 janvier : furie française d’Anvers[9]. Échec du duc d’Anjou aux Pays-Bas. Son coup de main manqué sur Anvers achève de le discréditer auprès des Hollandais. Il rentre en France où il meurt en 1584.

- 11 février : Philippe II, qui séjourne au Portugal depuis décembre 1580, rentre en Espagne en laissant comme vice-roi son neveu Albert, archiduc d'Autriche[10].

- 17-18 juin : victoire du prince de Parme sur le maréchal de Biron à la bataille de Steenbergen en Brabant[11].
- 16 juillet : prise de Dunkerque par Alexandre Farnèse. Bergues, Nieuport et Furnes lui ouvrent leurs portes. Il surprend Dixmude et menace Ostende[12].
- 10 août, guerre de Livonie : trêve de Plüsamünde entre la Russie, la Pologne et la Suède négociée grâce au jésuite Antonio Possevino[13]. La Suède conserve toutes ses conquêtes (Narva, Revel), et ôte à la Russie le seul débouché qu’elle avait sur le golfe de Finlande. La Pologne annexe définitivement le duché de Courlande, la province de Polotsk et la Livonie avec Dorpat.
- 14 août : John Whitgift devient archevêque de Cantorbéry[14]. Partisan d’une Église hiérarchisée, il impose au clergé anglican le serment d’obéissance (octobre)[15].
- 19 août : Petru II Cercel entre à Bucarest et devient prince de Valachie[16].

- 12 octobre : mort de Louis VI du Palatinat. Frédéric IV devient électeur palatin sous la régence de son oncle Jean Casimir (fin en 1610). Il impose le calvinisme à ses sujets[17].
- Octobre : ouverture de l'Université d'Édimbourg en Écosse (fondée par charte royale du 14 avril 1582)[18].

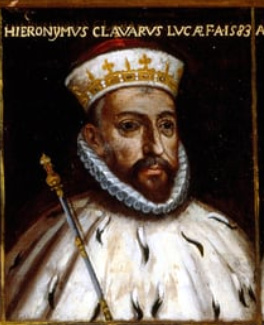
Gerolamo Chiavari
doge de Gênes de 1583 à 1585

- 4 novembre : Gerolamo Chiavari devient doge de Gênes, succédant à Gerolamo De Franchi Toso (fin du mandat le 4 novembre 1585).
- 11 novembre, Irlande : dévastation de Munster par John Perrot (es) et mort de Gérald. Les princes normands révoltés Fitzgerald de Desmond sont écrasés[19].

- Lundi 12 décembre : Grégoire XIII désigne comme cardinaux quatre futurs papes Urbain VII[20], Grégoire XIV[21], Innocent IX[22] et Léon XI[23].
- 17 décembre : destruction du château de Bad Godesberg par l'archevêque Gebhart Ier de Waldburg, converti au calvinisme[24].

- Réformes institutionnelles à Venise. Le Grand Conseil réduit le pouvoir du Conseil des Dix par la suppression de la junte[25].
- Échange de lettres entre Ivan IV et Élisabeth Ire d'Angleterre à l’occasion d’un projet de mariage entre Ivan et Marie Hastings, nièce Élisabeth[26].
- Famine en Italie, spécialement dans les États pontificaux[27].
- Impôt sur les eaux de vie en Bohême[28].

## Naissances en 1583
- 5 mars : Hermann Latherus, juriste allemand († 9 avril 1640).
- 24 mars : Tirso De Molina, auteur de théâtre du Siècle d'or espagnol († 12 mars 1648).
- 9 septembre : Girolamo Frescobaldi, compositeur, claveciniste et organiste italien († 1er mars 1643).
- 25 décembre : Orlando Gibbons, compositeur anglais († 5 juin 1625).

- Date précise inconnue :
  - Johann Wolfgang Aveman, peintre et dessinateur néerlandais  († vers 1620).
  - Alessandro Bardelli, peintre italien († 1633).
  - Pieter Lastman, peintre néerlandais († 4 avril 1633).
  - Nzinga, reine guerrière du Ndongo (l'Angola d'aujourd'hui).
  - Jean Vaisseau, prêtre jésuite belge, musicien et missionnaire dans les réductions du Paraguay († 23 juin 1623).

- Vers 1583 :
  - Mehmet Köprülü, grand vizir de l'Empire ottoman († 31 octobre 1661).
  - Anne de Rupplémont, dame philanthrope de Namur († 1640).

## Décès en 1583
- 1er janvier : François de Belleforest, écrivain français (° 1530).
- 5 janvier : Juan Maldonado, prêtre jésuite espagnol (° 1533).
- 12 janvier : Ambroise Loots, 31e abbé de Parc (° 1523).
- 16 janvier : Johann Thomas Freig, philosophe allemand (° 1543).

- 2 mars : Fulvio Giulio della Corgna, cardinal italien (° 19 novembre 1517).
- 15 mars : le bienheureux William Hart, prêtre anglais (° 1558).
- 20 mars : Juan de Garay, conquistador espagnol (° 1528)[29].

- 17 avril : Ogasawara Nagatoki, samouraï et daimyo de la province de Shinano à l'époque Sengoku (° 9 novembre 1519).
- ? avril : Lucas David, historien d'expression allemande (° 1503).

- 6 mai : Zacharias Ursinus, théologien protestant allemand (° 18 juillet 1534).
- 17 mai : Okada Shigeyoshi, samouraï au service de la famille Oda de la province japonaise d'Owari (° 1527).
- ? mai : André Kourbski, ami intime et général du tsar Ivan le Terrible avant de devenir l'un de ses plus farouches opposants (° 1528).

- 6 juin :
  - Nakagawa Kiyohide, samouraï de l'époque Azuchi Momoyama (° 1542).
  - Shibata Katsutoyo, commandant samouraï de l'époque Azuchi Momoyama (° 1556).
- 8 juin : Matthijs Bril, peintre paysagiste flamand (° 1550).
- 14 juin : Shibata Katsuie, commandant samouraï de l'époque Sengoku (° 1522).
- 15 juin : Charles de La Rochefoucauld, militaire français, gouverneur de Paris, lieutenant-général au gouvernement de Champagne, grand-sénéchal de Guyenne, chevalier de l'Ordre de Saint-Michel (° 1520)[30].
- 25 juin : Nicolas de Nicolay, soldat et géographe français (° 1517).
- 29 juin : Lorenzo Suárez de Mendoza, 5e vice-roi de Nouvelle-Espagne (° vers 1518).
- ? juin : Oda Nobutaka,  samouraï de l'époque Sengoku, membre du clan Oda (° 1558).

- 1er juillet : Sakuma Morimasa, important vassal Oda d'Oda Nobuhide et Oda Nobunaga (° 1554).
- Avant le 14 juillet[31] : Bernardino Lanino, peintre italien (° 1512).
- 25 juillet :
  - Rodolphe Acquaviva, prêtre jésuite italien (° 2 octobre 1550).
  - Pierre Berno, prêtre jésuite suisse (° vers 1552).

- 19 août : Belchior Carneiro Leitão, jésuite portugais, missionnaire en Asie, et premier évêque de Macao (° 1516).
- 22 août : Marcantonio Maffei, cardinal italien (° 29 septembre 1521).

- 9 septembre : Humphrey Gilbert, officier et explorateur anglais (° vers 1537).
- 16 septembre : Catherine Jagellon, princesse polonaise, reine de Suède par son mariage avec Jean III de Suède (° 1er novembre 1526).

- 9 octobre : Rythovius, premier évêque d'Ypres dans les Pays-Bas méridionaux (° 1511)[32].
- 21 octobre : Laurent Joubert, médecin et chirurgien français (° 16 décembre 1529).

- 11 novembre : Gerald Fitzgerald, 15e comte de Desmond (° vers 1533).
- 20 novembre : Philippe II de Hesse-Rheinfels, landgrave de Hesse-Rheinfels (° 22 avril 1541).
- 24 novembre : René de Birague, homme d'État et cardinal français (° 2 février 1506).

- 7 décembre : Nur-Banu, épouse favorite du sultan Selim II (° vers 1525).
- 11 décembre : Fadrique Álvarez de Toledo y Enríquez de Guzmán, quatrième duc d'Albe, duc de Huéscar, marquis de Coria et Grand Commandeur  de l'Ordre de Calatrava (° 1537).
- 19 décembre : Zaccaria Dolfin, cardinal italien (° 29 mars 1527).
- 23 décembre : Nicolás Factor, prêtre catholique et peintre espagnol (° 20 juin 1520).
- Vers le 25 décembre : Orazio Alfani, architecte et peintre italien de l'école ombrienne (° 1510)[33].
- 31 décembre : Thomas Erastus,  médecin et théologien suisse (° 7 septembre 1524).

- Date précise inconnue :
  - Lorenzo Costa le Jeune, peintre maniériste italien (° 1537).
  - Juan López de Hoyos, écrivain et humaniste espagnol (° 1511).
  - Marco Pino, peintre maniériste italien de l'école napolitaine (° 1521).
  - Stoldo Lorenzi, sculpteur italien (° 1533).
  - Toki Yoshiyori, samouraï de l'époque Sengoku de l'histoire du Japon (° 1502).
  - Wen Jia, peintre chinois (° 1501).
  - Maximilien Vilain de Gand, gouverneur de la Flandre française, capitaine général des villes et châtellenies de Lille, Orchies, et Douai. Gouverneur d'Artois, conseiller au Conseil d'état (° 1530).

- Après 1583 :
  - Melchior Lorck, peintre et graveur d'origine dano-germanique (° 1526 ou 1527).

- Vers 1583 :
  - Lattanzio Bonastri da Lucignano, peintre maniériste italien (° vers 1550).